# Toyota Mirai
De Toyota Mirai is een automodel van de Japanse autofabrikant Toyota. Het woord Mirai (Japans: 未来) betekent letterlijk vertaald: toekomst. Van dit model bestaat alleen een sedan-versie. De Toyota Mirai is een van de eerste massa-geproduceerde voertuigen met een waterstof brandstofcel.

## Ontwerp
Toyota startte in 1992 met de ontwikkeling van waterstoftechniek. In 1999 sprak de toenmalige Senior General Manager van Toyota, Takehisa Yaegashi, op de Prius Environmental Preview over de toekomst van door waterstof aangedreven voertuigen. Daar zei hij dat meerdere tests zijn gedaan in 1996 en 1997 waarbij het laatste voertuig methanol omzette in bruikbaar waterstof.

## Brandstof
De Toyota Mirai is een waterstofauto en is voorzien van een brandstofcel.

## Afmetingen
- Lengte: 489,0 cm
- Breedte: 181,0 cm
- Hoogte: 153,5 cm

## Europese markt
De marktintroductie in Europa was gepland voor september 2015. Het Verenigd Koninkrijk, Duitsland en Denemarken waren de eerste Europese landen waar de Mirai werd uitgebracht, gevolgd door andere landen in 2017. In Duitsland startte de prijs vanaf €60.000.

## Prijzen
De Toyota Mirai won in 2016 de 'World Green Car of the Year'-prijs, die werd uitgereikt tijdens de New York International Auto Show.